# Canadian Open 2007
Die Canada Open 2007 im Badminton fanden vom 4. bis zum 8. September 2007 statt.

## Sieger und Platzierte
| Disziplin    | Gold                      | Silber                      | Bronze                              |
| ------------ | ------------------------- | --------------------------- | ----------------------------------- |
| Herreneinzel | Lee Tsuen Seng            | Jun Takemura                | Andrew Dabeka                       |
| Herreneinzel | Lee Tsuen Seng            | Jun Takemura                | Hiroyuki Endo                       |
| Dameneinzel  | Lee Yun-hwa               | Jun Jae-youn                | Chie Umezu                          |
| Dameneinzel  | Lee Yun-hwa               | Jun Jae-youn                | Kaori Imabeppu                      |
| Herrendoppel | William Milroy Mike Beres | Thomas Tesche Jochen Cassel | Keisuke Kawaguchi Katsuhito Sakurai |
| Herrendoppel | William Milroy Mike Beres | Thomas Tesche Jochen Cassel | Kenta Kazuno Kenichi Hayakawa       |
| Damendoppel  | Hwang Yu-mi Ha Jung-eun   | Joo Hyun-hee Oh Seul-ki     | Lee Yun-hwa Jun Jae-youn            |
| Damendoppel  | Hwang Yu-mi Ha Jung-eun   | Joo Hyun-hee Oh Seul-ki     | Lim Pek Siah Haw Chiou Hwee         |
| Mixed        | William Milroy Tammy Sun  | Mike Beres Valérie Loker    | Keisuke Kawaguchi Rie Eto           |
| Mixed        | William Milroy Tammy Sun  | Mike Beres Valérie Loker    | Katsuhito Sakurai Seiko Yamada      |